# Піорська осциляція

Температурні коливання в голоцені

Піорська осциляція — різко наступивший холодний і вологий період в кліматичній історії голоцену. Зазвичай датується проміжком 3200 - 2900 рр.. до Р. Х.. Низка дослідників пов'язують Піорську осциляцію, із закінченням Атлантичного кліматичного режиму і початком суббореального, згідно з послідовністю зміни клімату Блітта-Сернандера.
Феномен названий по долині Піора в Швейцарії, де він був вперше виявлений. Найяскравіші свідчення Піорської осциляції представлені в Альпах.. У цей час площа льодовиків в Альпах різко виросла, мабуть, вперше після голоценового кліматичного оптимуму. Межа зони поширення дерев в Альпах знизилася на 100 метрів.
Точна територія, яку охоплювало дане потепління в глобальному масштабі, до кінця не встановлена. Мабуть, Піорська осциляція заторкнула територію, набагато перевищувала Альпи і навіть Європу. Воно віддзеркалилося на території Нової Англії (схід Північної Америки), де різко скоротилася площа тсуги і в'язу. Подібні події відзначалися також в Каліфорнії і ряді інших місць; ряд змін у флорі збереглися досі.
На Близькому Сході поверхня Мертвого моря піднялася майже на 100 метрів, а потім знизилася до рівня, близького до сучасного. Деякі науковці зв'язали цю кліматичну зміну із закінченням урукського періоду, Темними століттями, пов'язаними з потопом з епосу про Гільгамеша і Великим потопом з Книги Буття.
Деякі дослідники пов'язують Піорську осциляцію з одомашненням коня. У Центральній Азії холодніший клімат сприяв використанню коня: «Кінь, оскільки він звик добувати їжу під снігом, став витісняти велику рогату худобу і овець». Також Піорський період пов'язують з різкою посухою в центральній Сахарі, зі зниженням дощових опадів і похолоданням у Середземномор'ї.
Причини Піорської осиляції є предметом дискусій. У зразках льоду з Гренландії видно збільшення рівня метану і сульфатів близько 3250 р. до Р. Х., що свідчить про катастрофу - або виверженні вулкана, або падінні метеорита або астероїда. Інші дослідники пов'язують Піорську осиляцію з іншими подібними подіями, на кшталт події 8,2 кілороку , які повторюються в історії клімату в рамках 1500-річного кліматичного циклу.  